# Fuscoptilia emarginata
Fuscoptilia emarginata är en fjärilsart som beskrevs av Pieter Cornelius Tobias Snellen 1884. Fuscoptilia emarginata ingår i släktet Fuscoptilia och familjen fjädermott. Inga underarter finns listade i Catalogue of Life.